# NGC 2967
NGC 2967 é uma galáxia espiral (Sc) localizada na direcção da constelação de Sextans. Possui uma declinação de +00° 20' 10" e uma ascensão recta de 9 horas, 42 minutos e 03,3 segundos.
A galáxia NGC 2967 foi descoberta em 20 de Dezembro de 1784 por William Herschel.